# Jean-Baptiste Chauvin
Jean-Baptiste Chavin est un acteur et formateur français né le 21 septembre 1967 à Versailles.

## Biographie
C'est à seulement 24 ans qu'il a une passion pour le théâtre (improvisation). De 1992 à 1998, il devient membre actif de la Ligue d'improvisation départementale des Yvelines (LIDY) et participe de nombreuses fois aux championnats du monde amateur. En 1993, il fonde avec Alain Degois la troupe Declic Théâtre à Trappes (Jamel Debbouze). Devenu professionnel, il intégrera la LIFI en 1998 qu’il quittera en 2009 pour créer avec d’autres improvisateurs la Ligue majeure d'improvisation dans laquelle il officie toujours.
Désormais formateur, il est à l’origine du projet ImproFrance qui se veut être le Centre national de l'improvisation théâtrale.
Connu aussi pour avoir joué de nombreux rôles dans plusieurs séries françaises, dont Foudre, Les Hommes de l'ombre et Nina.
Il est aussi pianiste, accordéoniste, infographiste et photographe.

## Filmographie
- 2009 : La Forteresse de Chinon
- 2010 : Les Mythos
- 2011 : Foudre
- 2011 : Les Hommes de l'ombre
- 2014 : Nina
- 2014 : Les News du Gorafi
- 2016 : Groland

## Théâtre
- 2011 : La Poudre aux yeux d’Eugène Labiche
- 2010 : Classical Juke Box, spectacle concept de musique classique
- 2010 : Ils s'aiment et Ils se sont aimés de Pierre Palmade
- 2009 : Brèves de comptoir de Jean-Marie Gourio
- 2009 : Mille Lectures d'hiver